# 선양소주
선양소주는 대전광역시에 본사를 둔 충청권 굴지의 소주 제조업체이다.
충청도 일원 33개 소주회사가 모여 1973년 설립한 금관소주가 모태다. 1년 후 선양으로 상호를 바꾸고 오랜 세월 충청도민과 애환을 함께 나눠온 충청지역 대표 향토기업이다. 현재 '선양소주'라는 이름은 이을 선양를 결합한 선양소주는 ESG 경영 선언과 함께 사람과 사람 사이를 즐겁게 잇겠다는 기업의 새로운 사명을 의미한다.

## 브랜드(소주)
현재는 희석식 소주, 선양, 이제우린과 린21을 생산 중이다.
이제우린은 16.9%의 일반 소주이고 린21은 21%의 보리소주이다.
2005년 맑을린 출시 이후로, 오투린, 이제우린으로 이름이 변경되었으며 지역에서는 '린 소주'로 알려져있다.
이제우린은 지역사랑 장학캠페인의 일환으로 1병당 5원씩 적립되며, 2028년까지 10년동안 40억 기부를 목표로 진행된다.
2019년 2020년 누적 금액은 5억 2천여만원으로 알려져있다.

## 맥키스오페라 공연단
맥키스오페라 공연단은 소프라노, 테너, 바리톤, 피아노 등 단원 8명으로 구성된 클래식 공연단이다.